# Tadeusz Mięsowicz
Tadeusz Stanisław Mięsowicz (ur. 12 stycznia 1896 w Liszkach, zm. 4–7 kwietnia 1940 w Katyniu) – kapitan artylerii Wojska Polskiego, działacz niepodległościowy, ofiara zbrodni katyńskiej.

## Życiorys
Urodził się 12 stycznia 1896 w Liszkach, w ówczesnym powiecie krakowskim Królestwa Galicji i Lodomerii, w rodzinie Józefa i Marii ze Strończaków. W roku szkolnym 1913/1914 uczył się w VII klasie c. k. Gimnazjum w Bochni.
W czasie I wojny światowej wstąpił do Legionów Polskich. Od 20 stycznia 1915 służył w 1 pułku piechoty, a od 1 września tego roku w 9 kompanii III batalionu 6 pułku piechoty. 5 czerwca 1916 w bocheńskim gimnazjum „złożył wojenny egzamin dojrzałości”. Po kryzysie przysięgowym (lipiec 1917) zdecydował się na służbę w Polskim Korpusie Posiłkowym i został przeniesiony do 1 pułku artylerii.
Po odzyskaniu niepodległości, w stopniu ogniomistrza, służył w I dywizjonie 2 pułku artylerii polowej i pełnił obowiązki oficera łączności. Wziął udział w wojnie z Ukraińcami. Wyróżnił się 14 maja 1919 w walce pod Chyrowem. 17 lipca 1919 jako podoficer byłych Legionów Polskich pełniący służbę w 2 pap został mianowany z dniem 1 lipca 1919 podporucznikiem w artylerii. 19 stycznia 1921 został zatwierdzony z dniem 1 kwietnia 1920 w stopniu porucznika, w artylerii, w grupie oficerów byłych Legionów Polskich.
1 czerwca 1921 pełnił służbę w 18 pułku artylerii polowej. 3 maja 1922 został zweryfikowany w stopniu porucznika ze starszeństwem od 1 czerwca 1919 i 127. lokatą w korpusie oficerów artylerii. Później pełnił służbę w 1 pułku artylerii najcięższej w Warszawie. 31 marca 1924 został awansowany na kapitana ze starszeństwem z dniem 1 lipca 1923 i 92. lokatą w korpusie oficerów artylerii. W grudniu 1927 przeniesiony został z Komendy Obozu Ćwiczeń Leśna do 20 pułku artylerii polowej w Prużanie. Następnie pełnił służbę w 5 pułku artylerii ciężkiej w Krakowie. W 1934 przeniesiony został do składu osobowego I wiceministra spraw wojskowych w Warszawie. W 1936 został przeniesiony w stan spoczynku i przydzielony do Oficerskiej Kadry Okręgowej Nr I. Po zakończeniu służby wojskowej został zatrudniony w Biurze Personalnym Ministerstwa Skarbu na stanowisku inspektora.
W latach 30. XX wieku był członkiem Komendy Koła Szóstaków. Członek Zarządu Okręgu Warszawa Województwo Związku Legionistów Polskich w 1936.
W czasie kampanii wrześniowej, po agresji ZSRR na Polskę, 19 września 1939 w miejscowości Mir został aresztowany, a pięć dni później wysłany do obozu jenieckiego w Kozielsku. Między 3 a 5 kwietnia 1940 został przekazany do dyspozycji naczelnika Zarządu NKWD Obwodu Smoleńskiego – lista wywózkowa bez numeru z 2 kwietnia 1940. Między 4 a 7 kwietnia 1940 zamordowany w Katyniu przez funkcjonariuszy Obwodowego Zarządu NKWD w Smoleńsku oraz pracowników NKWD przybyłych z Moskwy na mocy decyzji Biura Politycznego KC WKP(b) z 5 marca 1940. Ofiary tej zbrodni grzebano w bezimiennych mogiłach zbiorowych, gdzie od 28 lipca 2000 mieści się oficjalnie Polski Cmentarz Wojenny w Katyniu. W miejscu tym prowadzone były ekshumacje i prace archeologiczne. Zidentyfikowany podczas ekshumacji nadzorowanych przez Niemców w 1943 pod numerem 2223 – dosł. opisany jako Niesiewicz Tadeusz (raport dzienny z 16 maja 1943). Prawidłowo wskazany pod tym samym numerem w wykazie ofiar – członków byłej Armii Polskiej zamordowanych przez bolszewików w Katyniu, sporządzonym przez Polaków obecnych przy ekshumacji zwłok w Katyniu. Przy jego szczątkach znaleziono: wizytówki, bilet kolejowy międzynarodowy w języku francuskim ,,Permis annuel”, fotografie, rysunki – karykatury w ołówku z Kozielska, telegram oraz kalendarzyk kieszonkowy. Figuruje na liście Komisji Technicznej PCK pod numerem 02223, opisany jako Inspektor biura personalnego Ministerstwa Skarbu.
Był żonaty, miał syna.
5 października 2007 minister obrony narodowej Aleksander Szczygło mianował go pośmiertnie na stopień majora. Awans został ogłoszony 9 listopada 2007 w Warszawie, w trakcie uroczystości „Katyń Pamiętamy – Uczcijmy Pamięć Bohaterów”.

## Ordery i odznaczenia
- Krzyż Niepodległości – 6 czerwca 1931 „za pracę w dziele odzyskania niepodległości”[31]
- Krzyż Walecznych dwukrotnie[5][32]
- Srebrny Krzyż Zasługi – 17 marca 1934 „za zasługi na polu wyszkolenia i administracji wojska”[33]
- Krzyż Pamiątkowy 6 pułku piechoty Legionów Polskich[34]
- Krzyż Kampanii Wrześniowej – pośmiertnie 1 stycznia 1986[35]
- Medal Zwycięstwa[36]